# Цирк Максенція
Цирк Максенція (італ. Circo di Massenzio; лат. Circus Maxentiánus; до XIX століття був відомий як Цирк Каракалли) — давньоримський цирк, споруджений у Римі за правління імператора Максенція (306—312 рр.). Входить до комплексу споруд, побудованих на території Вілли Максенція вздовж старовинної Аппієвої дороги. Цирк задумувався як місце проведення змагань та видовищ, проте з цією метою він використовувався лише одного разу — при проведенні ігор з нагоди його відкриття.

## Історія

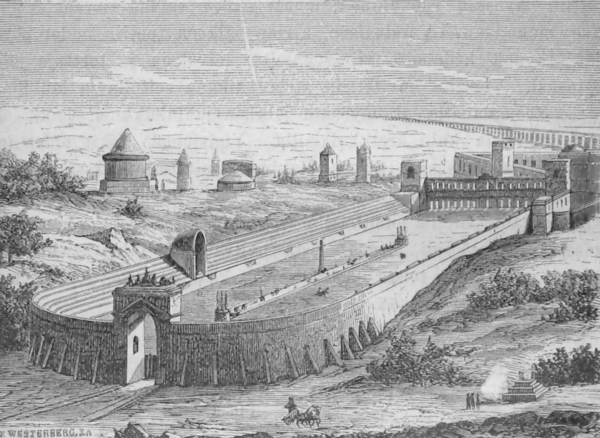
Цирк Максенція в давнину

Перші та єдині іграми, проведеними в цьому цирку, найімовірніше, були похоронними. Вони були присвячені обожненному синові Максенція, Валерію Ромулу, який помер підлітком у 309 році та був похований у сусідній циліндричній Гробниці Ромула.  
Археологічні дослідження території показують, що увесь об'єкт був засипаний піском ще за доби античності. Це надає підстави припустити, що він був покинутий після смерті Максенція в 312 році внаслідок битви біля Мульвійського мосту. Максенцій, як і інші імператори тієї доби, Галерій та Діоклетіан, будував мавзолей для себе та своєї родини. Проте єдиною похованою в ньому людиною став Валерій Ромул. Після перемоги над Максенцієм цирк разом з усім його майном перейшов під контроль Костянтина Великого. 
Увесь цирковий комплекс Максенція, задумавався як невід'ємна частина вишуканої Вілли Максенція. З погляду архітектури імператорська резиденція нагадує той тип вілл, що з'явилися в Римі та інших містах держави за доби пізньої античності. Вона, як і Вілла Гордіані в Римі або Вілла Романа дель Казале на Сицилії, містить великі аудиторії, сімейні гробниці та кільцеві споруди. Першою резиденцію такого типу був палацовий комплекс на Палатинському пагорбі у середмісті Рима, в якому Максенцій власноруч провів деякі зміни. Найбільш схожою на Віллу Максенція спорудою є маєток  Галерія в Салоніках, хоча і Палац Діоклетіана в Спліті в чомусь на нього схожий.

## Опис

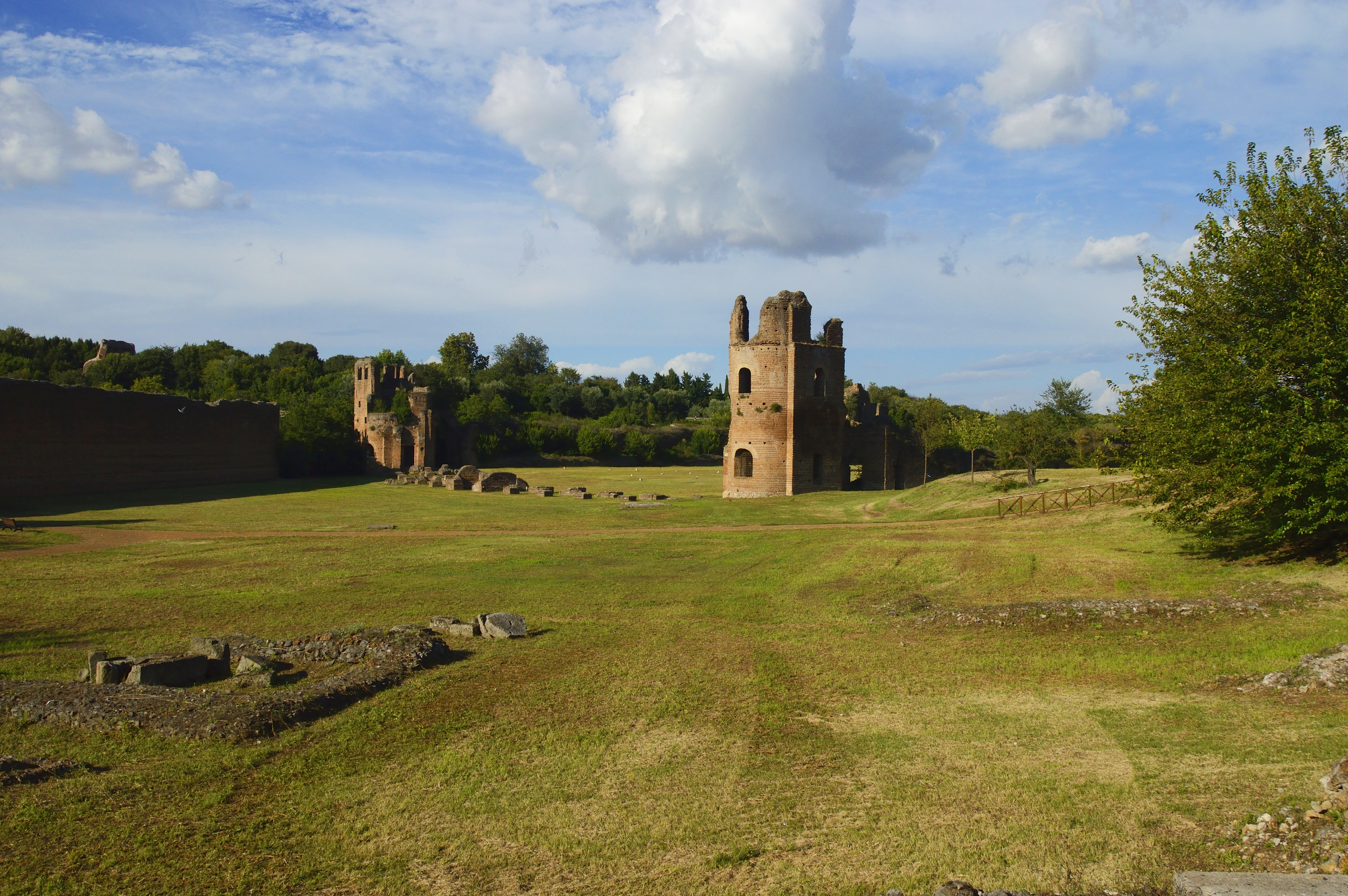
Руїни цирку сьогодні

Цирк Максенція є найкраще збереженим серед подібних споруд Риму, а за розміром поступається лише Великому цирку. 
Основним матеріалом у побудові цирку був бетон, укладений за технологією opus vittatum, що відповідало архітектурній традиції римських будівель цього періоду. На стінах у багатьох місцях зберіглися отвори для хомутів, на яких кріпилося риштування.  
Західний вхід, що через нього заходять відвідувачі, містить залишки двох великих веж, на яких розміщувався механізм підйому головних воріт. Колесниці виїзджали з цих воріт на трасу 503 метри завдовжки (її залишки можна побачити і сьогодні). Зовнішні стіни траси були ширшими на старті, що дозволяло гонщикам розігнатися; також вони були зроблені ширшими в місці повороту. На східному кінці траси зберіглася невеличка тріумфальна арка, в якій видно залишки opus vittatum. Ця траса була досліджена в XIX столітті археологом Антоніо Ніббі, що знайшов на ній  напис, присвячений «Божественному Ромулу» — саме ця знахідка дозволила датувати спорудження цирку правлінням Максенція, а не Каракалли. 
Довжина оздобленого мармуром бар'єру, що проходив серединою траси, становила рівно 1000 римських футів (296 м). У його центрі стояв Обеліск Доміціана, який Максенцій переніс з Храму Ісіди та Серапіса на честь свого сина. Цей оздоблений ієрогліфами обеліск невдовзі розколовся на п'ять частин. За доби Відродження він був досліджений Етьєном Дюпераком, а колекціонер Томас Говард намагався вивезти частини обеліску до Лондона, проте папа Урбан VIII запобіг цьому. Зрештою, наступний папа Інокентій X переніс уламки до римської площі П'яцца-Навона, де обеліск стоїть і донині. 
Ложа для суддів розташовувалася з південного боку траси, у місці, з якого було добре видно фінішну пряму. Імператорська ложа, залишки якої ще можна помітити, була розташована у найкращому для перегляду за дійством місці. Вона була пов'язана критим портиком з Віллою Максенція, руїни якої лежать неподалік. Прямо навпроти імператорської ложи, у південній колійній стіні, є невелика арка, крізь яку добре видно Гробницю Цецилії Метелли. На думку сучасних дослідників, Цирк Максенція був навмисно споруджений таким чином, щоб інтегрувати існуючи гробницю в єдиний архітектурний ансамбль.